# El Garet
El Garet és una masia de Tona (Osona) inclosa a l'Inventari del Patrimoni Arquitectònic de Catalunya.

## Descripció
Edifici amb coberta a dues vessants i portal, a la façana principal, adovellat amb un escudet datat de 1571. Totes les finestres i cantoneres estan treballades amb pedra. Al costat del portal i davant l'edifici hi ha incorporat un cos. Davant d'aquest hi ha un pou. També, al costat del portal, hi ha una escala per pujar al cavall. A l'esquerra de la casa s'hi obra la lliça.

## Història
Sembla que aquesta casa fou edificada a l'últim terç del segle xvi. L'any 1553, el fogatge general de Catalunya, apareix el nom de Miquel Garet si bé s'especifica que viu l'Hostal Nou. El segle xix ens consta que dita casa va ser restaurada, concretament a l'any 1983, preservant-la així del seu estat ruïnós tot arrebossant les parets.